# Poecilmitis zeuxo
Poecilmitis zeuxo är en fjärilsart som beskrevs av Carl von Linné 1764. Poecilmitis zeuxo ingår i släktet Poecilmitis och familjen juvelvingar. Inga underarter finns listade i Catalogue of Life.